# 拿騷 (明尼蘇達州)
拿騷（英語：Nassau，/ˈnæsɔː/ NASS-aw）是一個位於美國明尼蘇達州拉基帕爾縣的城市。

## 歷史
拿騷於1893年成立，1888年設立郵局，該郵局於1998年停運。

## 人口
根據2020年美國人口普查的數據，拿騷的面積為0.41平方千米，皆為陸地。當地共有人口65人，而人口密度為每平方千米159人。